# 黃仍瑞
黃仍瑞（1896年—1969年），字更生，江西省黎川縣人，江西省立第一師範畢業，江西法政專門學校政治經濟科畢業。熱心於社會教育，所從事的工作都與社會教育有關。
民國三十六年來台前：江西省彭澤縣立小學教師、江西省黎川縣立小學校長、江西省政府教育廳課程編輯委員、江西省南昌市立第五小學主任教師、江西省政府教育廳社會教育督導員、江西省政府教育廳民訓督導員、江西省立南城民教館館長。
民國三十六年二月來台後：台灣省國語推行委員會編審、台灣省立台中圖書館館長、中國圖書館學會（今中華民國圖書館學會）第三、四、五屆理事，第七屆監事。
著有《吉安縣教育經費》、《督導臨川宜黃崇仁三縣總報告》 〈江西地方教育1941年215~216期〉、《社會教育館實施法》、《編印志書的研究》等。